# موریلو (بازیکن فوتبال)
موریلو (انگلیسی: Murillo؛ زادهٔ ۴ ژوئیهٔ ۲۰۰۲) بازیکن فوتبال اهل برزیل است که در حال حاضر برای باشگاه فوتبال ناتینگهام فارست بازی می‌کند. 